# San Giuliano Milanese
San Giuliano Milanese est une ville italienne de la ville métropolitaine de Milan, dans la région de la Lombardie.

## Administration
| Période                                  | Période | Identité | Étiquette | Qualité |
| ---------------------------------------- | ------- | -------- | --------- | ------- |
|                                          |         |          |           |         |
| Les données manquantes sont à compléter. |         |          |           |         |

### Frazione
Borgolombardo, Carpianello, Civesio, Mezzano, Pedriano, Sesto Ulteriano, Viboldone, Zivido.

### Communes limitrophes
San Donato Milanese, Mediglia, Locate di Triulzi, Colturano, Carpiano, Melegnano.

## Jumelages
- Bussy-Saint-Georges (France) depuis 2001 ;
- Curtea de Argeș (Roumanie) depuis 2003 ;
- Gravina in Puglia (Italie) depuis 2013.